# 普勒比扬
普勒比扬（法語：Pleubian，法語發音：[pløbjɑ̃] ⓘ）是法国阿摩尔滨海省的一个市镇，位于该省最北端，属于拉尼永区。

## 地理
普勒比扬（48°50'30"N, 3°8'23"W）面积20.1 平方千米，位于法国布列塔尼大區阿摩尔滨海省，该省份为法国西北部沿海省份，位于布列塔尼半岛北部，北濒大西洋英吉利海峡，西接菲尼斯泰尔省，南至莫尔比昂省，东临伊勒-维莱讷省。
与普勒比扬接壤的市镇（或旧市镇、城区）包括：凯尔博尔斯、朗莫代、普勒默尔戈捷。
普勒比扬的时区为UTC+01:00、UTC+02:00（夏令时）。

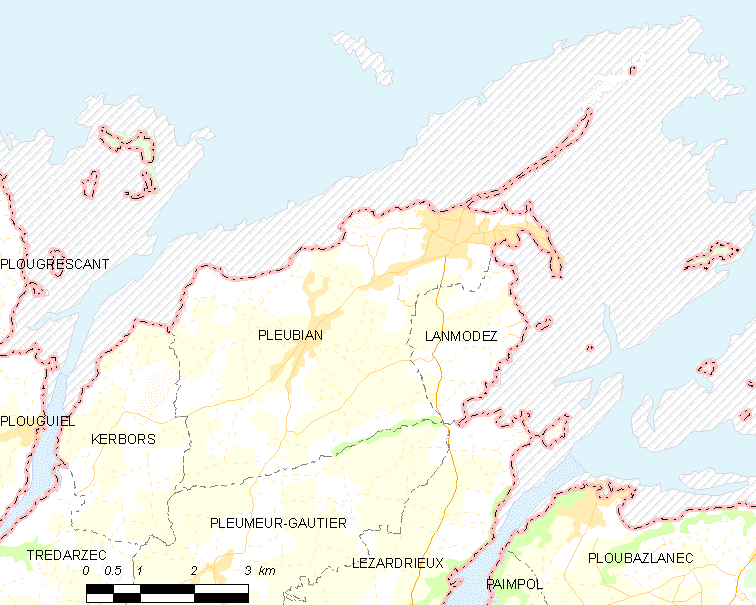
普勒比扬的OSM定位图

## 行政
普勒比扬的邮政编码为22610，INSEE市镇编码为22195。

## 政治
普勒比扬所属的省级选区为特雷吉耶县。

## 交通
阿摩尔滨海省省道D20线、D20B线和D33线在境内交汇。

## 人口

1962-2008年间普勒比扬人口变化图示

普勒比扬于2022年1月1日时的人口数量为2334人。